# Torellia ammonia
Torellia ammonia är en snäckart som beskrevs av Dall 1919. Torellia ammonia ingår i släktet Torellia och familjen toppmössor. Inga underarter finns listade i Catalogue of Life.